# 광주 명화동 장고분
광주 명화동 장고분(明花洞長鼓墳)은 광주광역시 광산구 명화동에 있는 삼국시대의 장고분이다. 1995년 4월 20일 광주광역시의 기념물 제22호로 지정되었다.

## 개요
영산강의 충적지 가장자리에 있는 평동저수지 위의 낮은 구릉에 있는 삼국시대 무덤이다.
봉분의 평면은 사다리꼴과 원형을 이어 놓은 형태이며, 사다리꼴의 밑변을 제외한 부분은 도랑이 감싸고 있어 전체적인 형태가 방패형이다. 봉분의 길이는 33m이고 원형부분에 돌방(석실)을 만들었으나, 도굴과 파괴로 석실의 구조는 알 수가 없다.
발견된 유물도 매우 적으나 사다리꼴과 원형의 연결부분 가장자리를 따라 봉분에 박혀있는 원통형토기는 그 배치형태가 우리나라에서 처음 발견된 예로 학계의 주목을 받고 있다. 또한 무덤 밑에서 청동기시대의 집터가 발견되어, 이지역에서 오래전부터 사람이 살았다는 것을 알 수 있다.
명화동 전방후원 형태의 무덤은 봉분과 도랑의 모양, 원통형토기의 배치 등이 일본의 전방후원분과 비슷해 고대 한일관계사를 연구하는데 중요한 자료로 평가되고 있다.

## 참고 자료
- 명화동장고분 - 국가유산청 국가유산포털